# Agathomyia lucifuga
Agathomyia lucifuga is een vliegensoort uit de familie van de breedvoetvliegen (Platypezidae). De wetenschappelijke naam van de soort is voor het eerst geldig gepubliceerd in 1961 door Kessel.